# Kosi Saka
Kosi Saka (ur. 4 lutego 1986 roku w Kinszasie (Demokratyczna Republika Konga) – piłkarz, zawodnik KFC Uerdingen 05.

## Kariera
Zaczynał karierę w Borussii Dortmund, gdzie występował przeważnie w drużynie amatorskiej, w Regionallidze. 19 listopada 2005 roku debiutował w Bundeslidze w meczu z Herthą Berlin. W sumie w barwach Borussii w Bundeslidze zagrał w 11 spotkaniach, nie zdobył żadnej bramki. W 2007 trafił na zasadzie wolnego transferu do Hamburger SV. W 2008 roku był wypożyczony do FC Carl Zeiss Jena, a w 2010 roku odszedł do KFC Uerdingen 05.